# Chnumhotep (Wesir)

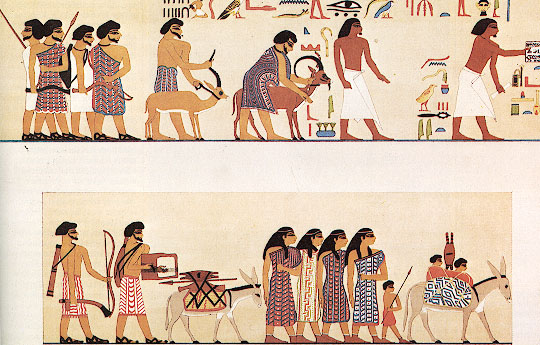
Ankunft von Asiaten bei Chnumhotep II.

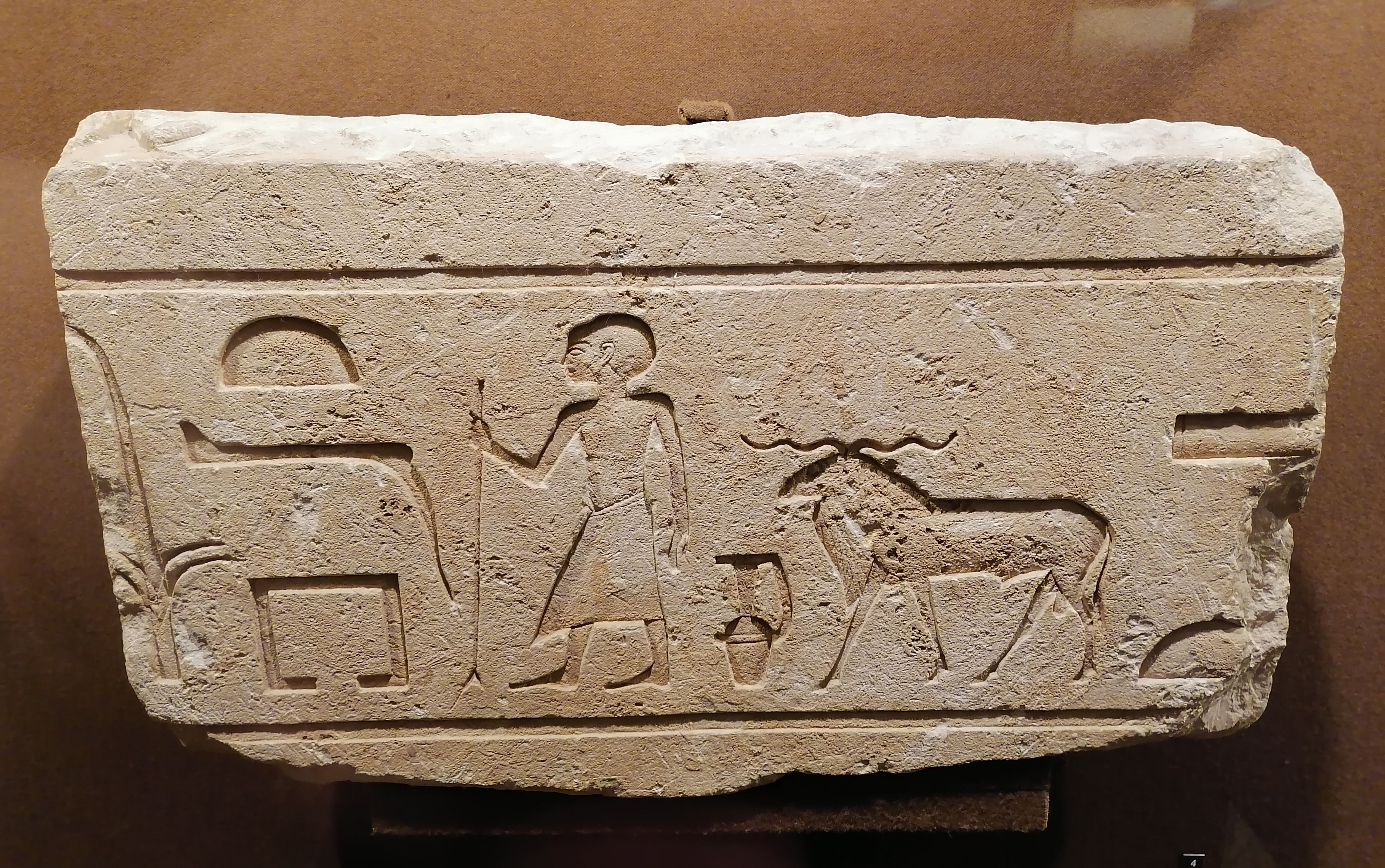
Reliefblock von Chnumhotep's Mastaba

Chnumhotep war ein altägyptischer Wesir, der unter Sesostris III. und vielleicht auch noch unter Amenemhet III. amtierte.

## Karriere
Chnumhotep war der Sohn des Bürgermeisters von Menat-Chufu, Chnumhotep II., der vor allem von seinem Grab in Beni Hassan bekannt ist. Er wird in der Biographie seines Vaters genannt und es wird beschrieben, dass er zu einem einzigen Freund mit dem Titel Tor der Fremdländer wurde. Chnumhotep wurde also schon in jungen Jahren an die königliche Residenz gesandt, wo er Karriere besonders im Bereich des Expeditionswesens machte. Er erscheint auch in einer Szene im Grab seines Vaters, wie er eine Gruppe von Asiaten empfängt.
Auf einer Stele, die sich in Wadi Gasus am Roten Meer fand und in das erste Jahr von Sesostris II. datiert, erscheint er mit den Titeln eines Expeditionsleiters (Gottessiegler) und berichtet dort von der Errichtung eines Monumentes im Gottesland. Sein dortiger Amtstitel ist Kabinettvorsteher (jmj-r ˁẖnwti).

## Sein Grab
Sein Grab fand sich 1894 in Dahschur. Es war ein massiver Bau, der an der Außenseite mit einer Palastfassade dekoriert war. Vor der Mastaba stand einst ein Obelisk, der an den Seiten jeweils mindestens sechs Textkolumnen aufwies. An der Fassade der Mastaba fanden sich Reste einer stark zerstörten Biographie. Nachgrabungen im Jahr 2001 unter Dieter Arnold erbrachten weitere Fragmente der Biographie, die zeigen, dass Chnumhotep oder seine Untergebenen in Byblos und vor allem in Ullaza (eine Stadt etwa 50 km nördlich von Byblos) unterwegs waren. In der Mastaba trägt Chnumhotep die Amtstitel eines Obervermögensverwalters und die eines Wesir. Diese Positionen erreichte er also am Ende seiner Karriere. Die Reste seiner in der Grabkammer gefundenen Leiche zeigen, dass er mit etwa 65 Jahren starb.